# Технология (издательство)
Научно-производственная компания «Технология» — негосударственная организация, направляющая свою деятельность на создание в Беларуси рыночных отношений и гражданского общества. Издательство основано в 1988 году. Выпускает преимущественно справочники и научные издания.
Основные направления деятельности — сувенирная, книгоиздательская (издание научной, научно-популярной, справочной, учебной, производственно-практической, художественной и рекламной литературы на языках мира) и полиграфическая (выпуск книг, брошюр, бланков, визиток, буклетов, проспектов, грамот) продукция, продажа изделий медицинского назначения и медицинской техники, оптовая торговля.
Фирменный знак «Технологии» создан на основе старинной гравюры «Крылатый дракон» (из трактата белорусского ученого XVII века Казимира Семеновича, известного своими изобретениями в области ракетной техники, артиллерии, пиротехники, одна из которых — конструкция многоступенчатой ракеты.